# Eoproviverra
Eoproviverra es un género extinto de mamífero hienodóntido creodonto, que vivió en el Eoceno Inferior de Francia.